# 野見山潔子
野見山 潔子（のみやま きよこ）は、日本の小説家。

## 経歴・人物
福岡県出身。宮崎県都城市在住。子どもの頃から、文章を書くのが好きだったという。小説を書くきっかけとなったのは、1985年頃に都城市立図書館で開催されていた文章講座だという。その後、福岡県のカルチャーセンターの文章教室で本格的に学び始め、文芸評論家の松原新一から小説を習っている。そして、文芸同人誌の『笛』や『季刊午前』の同人として作品を発表するようになる。1997年、九州芸術祭文学賞の宮崎地区優秀作に選ばれ、その後も3回にわたって選出される。2002年、「島に吹く風」で第20回大阪女性文芸賞を受賞する。2007年、「気配」で第36回南日本文学賞を受賞する。2016年、公益財団法人九州文化協会などが主催する第46回九州芸術祭文学賞の最優秀作に「黒い湿った土のにおい」が選ばれる。

## 作品リスト
- 黒い湿った土のにおい（『文學界』2016年4月号）